# Bazyli (Kriwoszein)
Bazyli, imię świeckie Wsiewołod Aleksandrowicz Kriwoszein (ur. 17 lipca?/30 lipca 1900 w Petersburgu, zm. 22 września 1985 w Leningradzie) – rosyjski biskup prawosławny, wieloletni zwierzchnik eparchii brukselsko-belgijskiej.

## Życiorys
Był synem ministra, Aleksandra Kriwoszeina. W 1919 wstąpił jako ochotnik do Białej Armii, jednak z powodu poniesiony obrażeń (odmrożenia rąk i nóg) w 1920 ewakuował się do Francji. Na Sorbonie ukończył rozpoczęte w Rosji studia filologiczne. W 1925, po pielgrzymce na górę Athos, zdecydował się pozostać jako posłusznik w rosyjskim klasztorze św. Pantelejmona. W tym samym roku złożył tamże śluby wieczyste, przyjmując imię Bazyli. W latach 1942–1945 reprezentował swój monaster w zarządzającej Athosem Świętej Wspólnocie, zaś przez ostatni rok sprawowania funkcji także w jej organie wykonawczym – Świętej Komisji. Podjął studia teologiczne, w szczególności w dziedzinie patrologii. W 1936 opublikował pracę nt. św. Grzegorza Palamasa.
W 1947, w związku z sytuacją polityczną w Grecji po wojnie domowej, wyjechał z Athosu razem z grupą innych rosyjskich mnichów. Udał się do Oksfordu, gdzie współredagował Słownik języka greckiego patrystycznego. 22 maja 1951 przyjął święcenia kapłańskie. Po ukończeniu prac nad słownikiem kontynuował w Oxfordzie pracę naukową w dziedzinie patrologii, bizantynistyki i teologii dogmatycznej prawosławia. W latach 1963–1965 opublikował dzieła zebrane Grzegorza Nowego Teologa z komentarzem.
W 1957 otrzymał godność archimandryty. 26 maja 1958 otrzymał nominację na biskupa wołokołamskiego, wikariusza Zachodnioeuropejskiego Egzarchatu Rosyjskiego Kościoła Prawosławnego. Jego biskupia chirotonia odbyła się 14 czerwca 1959 w soborze w Londynie, jednak jego oficjalną siedzibą został Paryż. W 1960, po śmierci metropolity brukselskiego i całej Belgii Aleksandra, został jego następcą. W tym samym roku otrzymał godność arcybiskupią. W 1964 Leningradzka Akademia Teologiczna nadała mu stopień doktora teologii.
Reprezentował Patriarchat Moskiewski na konsultacjach poprzedzających zwołanie soboru panprawosławnego, uczestniczył w dialogu ekumenicznym z Kościołami starokatolickimi oraz anglikanami. Dwukrotnie spotykał się z papieżem Janem Pawłem II jako oficjalny przedstawiciel Rosyjskiego Kościoła Prawosławnego. Brał udział w pracach Światowej Rady Kościołów. W eparchii brukselsko-belgijskiej zainicjował tworzenie parafii francusko- i niderlandzkojęzycznych. W okresie sprawowania przez niego urzędu prawosławie zostało uznane w Belgii za jedną z religii oficjalnie uznawanych przez państwo.
Protestował przeciwko wygnaniu z ZSRR Aleksandra Sołżenicyna oraz prześladowaniu prawosławnych duchownych-dysydentów: Gleba Jakunina i Dmitrija Dudki, jak również przeciwko antycerkiewnemu ustawodawstwu w Związku Radzieckim.
Zmarł 22 września 1985 w Leningradzie w czasie jednej ze swoich regularnych wizyt w Związku Radzieckim.